# Brukskyrkan
Brukskyrkan är en kyrkobyggnad som ligger i samhället Köpmanholmen i Örnsköldsviks kommun. Den är församlingskyrka i Nätra församling, Härnösands stift.

## Kyrkobyggnaden
En tidigare kyrka på platsen invigdes 28 februari 1960 av biskop Ruben Josefson. Denna kyrka förstördes efter ett åsknedslag i september 1995. Klockstapeln räddades liksom inventarier som altartavlan, dopfunten samt en del konstföremål som brudkronor.
Altarfonden i keramik är skapad år 1959  av Hans Hedberg (1917-2007), född i Köpmanholmen men verksam i Biot, Frankrike. Konstverket som räddades i branden spelade en central roll i debatten om var den nya Brukskyrkan skulle stå eftersom keramikreliefen inte gick att flytta. Hans Hedberg har även skapat en dopfunt i keramik till kyrkan som också räddades.  
Nuvarande kyrka invigdes 27 mars 1999 av biskop Karl-Johan Tyrberg.

### Webbkällor
- Information från Svenska kyrkan